# Voloder (Bośnia i Hercegowina)
Voloder – wieś w Bośni i Hercegowinie, w Federacji Bośni i Hercegowiny, w kantonie uńsko-sańskim, w gminie Bosanska Krupa. W 2013 roku liczyła 1114 mieszkańców, z czego większość stanowili Boszniacy.